# Tashkent Open 1997 - Qualificazioni singolare
Le qualificazioni del singolare del Tashkent Open 1997 sono state un torneo di tennis preliminare per accedere alla fase finale della manifestazione. I vincitori dell'ultimo turno sono entrati di diritto nel tabellone principale. In caso di ritiro di uno o più giocatori aventi diritto a questi sono subentrati i lucky loser, ossia i giocatori che hanno perso nell'ultimo turno ma che avevano una classifica più alta rispetto agli altri partecipanti che avevano comunque perso nel turno finale.
Le qualificazioni del torneo Tashkent Open 1997 prevedevano 28 partecipanti di cui 4 sono entrati nel tabellone principale.

## Teste di serie
1. Raviv Weidenfeld (Qualificato)
2. Karsten Braasch (ultimo turno)
3. Andrej Stoljarov (Qualificato)
4. Dmitrij Tomaševič (Qualificato)

1. Sander Groen (secondo turno)
2. Pat Cash (primo turno)
3. Noam Behr (ultimo turno)
4. Nir Welgreen (Qualificato)

## Qualificati
1. Raviv Weidenfeld
2. Nir Welgreen

1. Andrej Stoljarov
2. Dmitrij Tomaševič

## Tabellone

### Legenda
| - Q = Qualificato - WC = Wild card - LL = Lucky loser | - ALT = Alternate - SE = Special Exempt - PR = Protected Ranking | - w/o = Walkover - r = Ritirato - d = Squalificato |

### Sezione 1
|  | Primo turno       | Primo turno       | Primo turno       | Primo turno | Primo turno |  |  | Secondo turno | Secondo turno    | Secondo turno    | Secondo turno | Secondo turno |   |   | Ultimo turno | Ultimo turno     | Ultimo turno | Ultimo turno | Ultimo turno |  |
|  |                   |                   |                   |             |             |  |  |               |                  |                  |               |               |   |   |              |                  |              |              |              |  |
|  |                   |                   |                   |             |             |  |  |               |                  |                  |               |               |   |   |              |                  |              |              |              |  |
|  |                   |                   |                   |             |             |  |  | 1             | Raviv Weidenfeld | Raviv Weidenfeld | 6             | 6             |   |   |              |                  |              |              |              |  |
|  | Malte Commandeur  | Malte Commandeur  | Malte Commandeur  | 6           | 6           |  |  |               | Malte Commandeur | Malte Commandeur | 3             | 3             |   |   |              |                  |              |              |              |  |
|  | Vladimir Khibara  | Vladimir Khibara  | Vladimir Khibara  | 1           | 0           |  |  |               |                  |                  |               |               |   |   | 1            | Raviv Weidenfeld | 4            | 7            | 6            |  |
|  | Roger Smith       | Roger Smith       | Roger Smith       | 6           | 6           |  |  |               |                  | 7                | Noam Behr     | 6             | 6 | 3 |              |                  |              |              |              |  |
|  | Alexander Maltsev | Alexander Maltsev | Alexander Maltsev | 0           | 1           |  |  |               | Roger Smith      | Roger Smith      | 6             | 3             |   |   |              |                  |              |              |              |  |
|  | 7                 | Noam Behr         | Noam Behr         | 6           | 6           |  |  | 7             | Noam Behr        | Noam Behr        | 7             | 6             |   |   |              |                  |              |              |              |  |
|  |                   | Timur Khankodjaev | Timur Khankodjaev | 2           | 2           |  |  |               |                  |                  |               |               |   |   |              |                  |              |              |              |  |

### Sezione 2
|  | Primo turno             | Primo turno             | Primo turno             | Primo turno | Primo turno |  |  | Secondo turno | Secondo turno   | Secondo turno   | Secondo turno | Secondo turno |   |   | Ultimo turno | Ultimo turno    | Ultimo turno    | Ultimo turno | Ultimo turno |  |
|  |                         |                         |                         |             |             |  |  |               |                 |                 |               |               |   |   |              |                 |                 |              |              |  |
|  |                         |                         |                         |             |             |  |  |               |                 |                 |               |               |   |   |              |                 |                 |              |              |  |
|  |                         |                         |                         |             |             |  |  | 2             | Karsten Braasch | Karsten Braasch | 6             | 6             |   |   |              |                 |                 |              |              |  |
|  | Denis Glazov            | Denis Glazov            | Denis Glazov            | 6           | 6           |  |  |               | Denis Glazov    | Denis Glazov    | 4             | 2             |   |   |              |                 |                 |              |              |  |
|  | Ganisher Rachmatullaeve | Ganisher Rachmatullaeve | Ganisher Rachmatullaeve | 1           | 2           |  |  |               |                 |                 |               |               |   |   | 2            | Karsten Braasch | Karsten Braasch | 3            | 4            |  |
|  | Ulugbek Musaev          | Ulugbek Musaev          | Ulugbek Musaev          | 6           | 6           |  |  |               |                 | 8               | Nir Welgreen  | Nir Welgreen  | 6 | 6 |              |                 |                 |              |              |  |
|  | Denis Kurmatov          | Denis Kurmatov          | Denis Kurmatov          | 4           | 1           |  |  |               | Ulugbek Musaev  | Ulugbek Musaev  | 2             | 2             |   |   |              |                 |                 |              |              |  |
|  | 8                       | Nir Welgreen            | Nir Welgreen            | 6           | 6           |  |  | 8             | Nir Welgreen    | Nir Welgreen    | 6             | 6             |   |   |              |                 |                 |              |              |  |
|  |                         | Anton Ivanov            | Anton Ivanov            | 1           | 0           |  |  |               |                 |                 |               |               |   |   |              |                 |                 |              |              |  |

### Sezione 3
|  | Primo turno       | Primo turno       | Primo turno       | Primo turno | Primo turno |  |  | Secondo turno | Secondo turno     | Secondo turno | Secondo turno | Secondo turno |   |   | Ultimo turno | Ultimo turno     | Ultimo turno     | Ultimo turno | Ultimo turno |  |
|  |                   |                   |                   |             |             |  |  |               |                   |               |               |               |   |   |              |                  |                  |              |              |  |
|  |                   |                   |                   |             |             |  |  |               |                   |               |               |               |   |   |              |                  |                  |              |              |  |
|  |                   |                   |                   |             |             |  |  | 3             | Andrej Stoljarov  | 4             | 6             | 6             |   |   |              |                  |                  |              |              |  |
|  | Christian Saceanu | Christian Saceanu | Christian Saceanu | 6           | 6           |  |  |               | Christian Saceanu | 6             | 3             | 3             |   |   |              |                  |                  |              |              |  |
|  | Dmitri Mazur      | Dmitri Mazur      | Dmitri Mazur      | 3           | 3           |  |  |               |                   |               |               |               |   |   | 3            | Andrej Stoljarov | Andrej Stoljarov | 6            | 6            |  |
|  | Björn Phau        | Björn Phau        | 3                 | 7           | 7           |  |  |               |                   |               | Björn Phau    | Björn Phau    | 2 | 2 |              |                  |                  |              |              |  |
|  | Vadim Kucenko     | Vadim Kucenko     | 6                 | 5           | 6           |  |  |               | Björn Phau        | 6             | 6             | 7             |   |   |              |                  |                  |              |              |  |
|  | 5                 | Sander Groen      | 6                 | 6           | 6           |  |  | 5             | Sander Groen      | 3             | 7             | 6             |   |   |              |                  |                  |              |              |  |
|  |                   | Sergej Krotjuk    | 7                 | 0           | 2           |  |  |               |                   |               |               |               |   |   |              |                  |                  |              |              |  |

### Sezione 4
|  | Primo turno            | Primo turno            | Primo turno   | Primo turno | Primo turno |  |  | Secondo turno | Secondo turno     | Secondo turno | Secondo turno | Secondo turno |   |   | Ultimo turno | Ultimo turno      | Ultimo turno | Ultimo turno | Ultimo turno |  |
|  |                        |                        |               |             |             |  |  |               |                   |               |               |               |   |   |              |                   |              |              |              |  |
|  |                        |                        |               |             |             |  |  |               |                   |               |               |               |   |   |              |                   |              |              |              |  |
|  |                        |                        |               |             |             |  |  | 4             | Dmitrij Tomaševič | 6             | 3             | 6             |   |   |              |                   |              |              |              |  |
|  | Andrey Pavlov          | Andrey Pavlov          | 4             | 6           | 6           |  |  |               | Andrey Pavlov     | 2             | 6             | 3             |   |   |              |                   |              |              |              |  |
|  | Vladimir Bistryavichus | Vladimir Bistryavichus | 6             | 1           | 2           |  |  |               |                   |               |               |               |   |   | 4            | Dmitrij Tomaševič | 6            | 4            | 6            |  |
|  | Timur Ganiev           | Timur Ganiev           | Timur Ganiev  | 6           | 6           |  |  |               |                   |               | Timur Ganiev  | 1             | 6 | 2 |              |                   |              |              |              |  |
|  | Anton Kokurin          | Anton Kokurin          | Anton Kokurin | 1           | 1           |  |  | Timur Ganiev  | Timur Ganiev      | 7             | 6             | 6             |   |   |              |                   |              |              |              |  |
|  |                        | Ģirts Dzelde           | Ģirts Dzelde  | 7           | 6           |  |  | Ģirts Dzelde  | Ģirts Dzelde      | 5             | 7             | 1             |   |   |              |                   |              |              |              |  |
|  | 6                      | Pat Cash               | Pat Cash      | 5           | 4           |  |  |               |                   |               |               |               |   |   |              |                   |              |              |              |  |